# 電通影片公司
電通影片公司（でんつうえいへんこうし、簡: 电通影片公司）は、1930年代の中国・上海に存在した短命ながらも重要な映画スタジオおよび制作会社である。1934年から1935年の間にわずか4本の映画を制作したに過ぎないが、その4作品はいずれも1930年代の左翼中国映画の重要な例とされた。当時の映画スタジオの中で、電通影片公司は中国共産党と最も深い関係を持っていた。

## 歴史
電通影片公司の起源は、1933年に4人のアメリカで教育を受けたエンジニアによって設立された音響機器会社に遡る。この会社は、サイレント映画からトーキーへの移行が徐々に進む状況を利用して設立されたものであった。音声録音機を開発する企業として、電通は中国の観客に初期の音声映画を届ける上で重要な役割を果たし、中でも連華影業公司制作による『漁光曲』（監督：蔡楚生）を含む作品を送り出した。これらの成功と、創設者の一人の従兄弟であり、主要な左翼映画監督で知識人でもある司徒慧敏の助けを得て、1934年にこの音響機器会社は独立した映画スタジオとして再編された。電通は創設当初より若さを特徴としており、その映画は新人の監督によって製作され、新人の俳優や女優（袁牧之、陳波児、應雲衛などを含む）が出演していた。これは、一部には電通がより確立された映画製作者やスタッフからではなく、地元の劇団から人材を採用せざるを得なかったためであり、彼ら（確立された映画製作者やスタッフ）は、このような進歩的な組織と関わることを恐れていた。同様の左派系スタジオである芸華電影公司は、つい最近、政府の工作員によって事務所や機材を荒らされ破壊される被害を受けていた。さらに、電通は司徒の共産党とのつながりを活用し、田漢や夏衍のような脚本家や党員を招き入れた。
短期間のうちに、同社は当時の4つの名作を制作した。『桃李劫』（監督：応云衛）、『風雲児女』（監督：許幸之）、『都市風光』（監督：袁牧之）、そして『自由神』（監督：司徒慧敏、別名『自由の女神』）である。
これらの成功にもかかわらず、1935年までに電通はその政治的傾向による中国国民党からの圧力（いわゆる「白色テロ」）だけでなく、財政難にも苦しんでいた。その結果、1935年の冬に電通は永久に閉鎖された。同社の残存資産はまもなく張善琨が新たに設立した新華電影公司に吸収された。一方で、応云衛や袁牧之をはじめとする電通の主要な才能の多くは、左翼映画に焦点を当てた明星電影公司の新設スタジオ「第2撮影所」に招かれた。そこで彼らは、この運動の中でも特に重要な作品のいくつかを制作し、特に袁牧之が監督の『街角の天使』が知られている。

## 作品
| 年   | 日本語のタイトル | 中国語のタイトル | 英語のタイトル             | 監督     | 出演者         |
| ---- | ---------------- | ---------------- | -------------------------- | -------- | -------------- |
| 1934 | 桃李劫           | 桃李劫           | Plunder of Peach and Plum  | 應雲衛   | 袁牧之、陳波児 |
| 1935 | 風雲児女         | 风云儿女         | Children of Troubled Times | 許幸之   | 袁牧之、王人美 |
| 1935 | 自由神           | 自由神           | Spirit of Freedom          | 司徒慧敏 |                |
| 1935 | 都市風光         | 都市风光         | Scenes of City Life        | 袁牧之   | 白璐、江青     |